# Tafingoult
Tafingoult (en àrab تافنڭولت, Tāfingūlt; en amazic ⵜⴰⴼⴰⵏⴳⵓⵜ) és una comuna rural de la província de Taroudant, a la regió de Souss-Massa, al Marroc. Segons el cens de 2014 tenia una població total de 6.635 persones.